# The Longest Time
The Longest Time è un brano musicale scritto e interpretato dal cantautore statunitense Billy Joel, pubblicato come singolo nel 1984, estratto dall'album An Innocent Man.

## Video musicale
Il video musicale è stato girato a Brooklyn e diretto da Jay Dubin.

## Tracce
7"
1. The Longest Time
2. Christie Lee